# Ahmet Önder
Ahmet Önder (Distretto di Ödemiş, 12 luglio 1996) è un ginnasta turco.

## Biografia
Önder ha vinto la medaglia di bronzo alle parallele simmetriche al Festival olimpico della gioventù europea che si è svolto a Utrecht nel 2013. L'anno successivo ha disputato a Nanning i suoi primi campionati mondiali. 
Ha partecipato ai Giochi europei di Minsk 2019 vincendo la medaglia d'argento alla sbarra. Quattro mesi più tardi è diventato vicecampione mondiale alle parallele asimmetriche ottenendo il secondo posto, dietro il britannico Joe Fraser, ai campionati di Stoccarda 2019.